# Pseudomeritastis
Pseudomeritastis là một chi bướm đêm thuộc phân họ Tortricinae của họ Tortricidae.

## Các loài
- Pseudomeritastis clarkei Obraztsov, 1966
- Pseudomeritastis cordigera (Walsingham, 1914)
- Pseudomeritastis decora Obraztsov, 1966
- Pseudomeritastis distincta Obraztsov, 1966
- Pseudomeritastis emphanes Razowski, 2004
- Pseudomeritastis heliadelpha (Meyrick, 1932)
- Pseudomeritastis orphnoxantha Obraztsov, 1966
- Pseudomeritastis voluta (Meyrick, 1912)